# Onoz
Onoz ist eine französische Gemeinde im Département Jura in der Region Bourgogne-Franche-Comté. Sie gehört zum Arrondissement Lons-le-Saunier und zum Kanton Moirans-en-Montagne.

## Geografie
Onoz liegt am rechten Ufer des Lac de Vouglans, dem aufgestauten Fluss Ain. Die Nachbargemeinden sind Plaisia im Norden, Orgelet (Enklave) im Nordosten, Maisod und Moirans-en-Montagne im Osten, Lect im Südosten, Cernon im Süden, Sarrogna im Westen und Écrille im Nordwesten.

## Geschichte
Die Siedlung ist aus dem 9. Jahrhundert als „Hagonoscum“ erwähnt. Ein späterer Name war „Oscum“. 1822 fusionierte Onoz mit der bisherigen Gemeinde Chaviat.

### Bevölkerungsentwicklung
| Jahr                       | 1962 | 1968 | 1975 | 1982 | 1990 | 1999 | 2006 | 2019 |
| Einwohner                  | 140  | 123  | 89   | 79   | 66   | 61   | 80   | 71   |
| Quellen: Cassini und INSEE |      |      |      |      |      |      |      |      |